# Domingo Sánchez Gracia
Domingo Sánchez Gracia (Terriente, 18 de enero de 1899 – Badalona, 13 de octubre de 1961) fue un luchador español. Fue uno de los primeros olímpicos españoles, siendo el primer aragonés en participar en unas olimpiadas.

## Biografía
Originario de la localidad turolense de Terriente, era miembro del ateneo de Badalona y junto a otros tres luchadores de dicho club participó en una de las primeras olimpiadas. Compitió en la categoría de peso pluma de lucha grecorromana en los Juegos Olímpicos de verano de 1924. En competencia olímpica, se enfrentó a Josef Penczik de Austria en la primera ronda, perdiendo por caída a los 45 segundos. En la segunda ronda se enfrentó a Katsutoshi "El Tigre" Naito de Japón, medallista de bronce en estilo libre. El combate duró 55 minutos antes de que Sánchez perdiera por una caída. El segundo partido lo eliminó de la competencia.
En 1927 fue campeón de España de lucha grecorromana.
En 1934 figuró en las listas del Partido Comunista al ayuntamiento de Badalona.